# Sint-Benedictuskapel
De Sint-Benedictuskapel of Heilige Benedictuskapel is een kapel in de Belgische plaats Sint-Pieters-Leeuw, gelegen aan de Hemelrijkstraat 113.
De kapel werd gebouwd in 1899 door Arthur Robbe en is gewijd aan de heilige Benedictus. In de kapel staat de tekst: ‘Pax kapel opgericht ter eere van den H. Benedictus door A. Robbe 1899’.

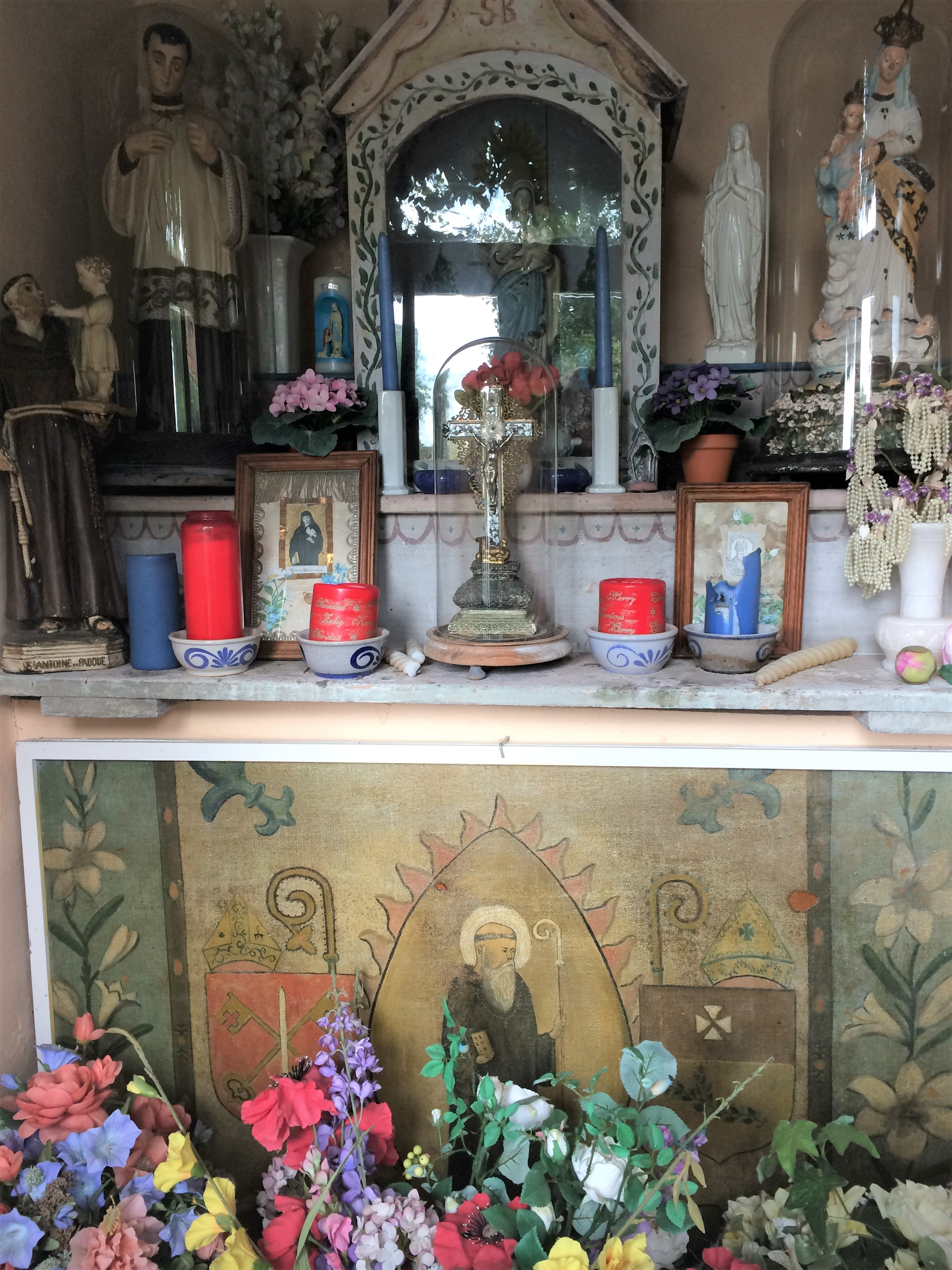
Heilige Benedictuskapel

In 1976 werd de kavel met kapel gekocht door L.M. Goeyers-Stadsbader en ze werd door de eigenaars gerenoveerd in 1981.